# Грууминг
 Тази статия е за злоупотребата с деца.  За грижата за външния вид вижте Грууминг (хигиена).  
Груумингът  представлява преднамерено предприети действия за „сприятеляване“ и установяване на емоционална връзка с дете (а понякога и със семейството), с цел понижаване на задръжките му, манипулация и злоупотреба. Децата, които са въвлечени в това, могат да бъдат подложени на сексуално насилие, проституция, детска порнография, експлоатация или трафик на деца.
Това престъпление е забранено по различни начини след Международната конвенция за борба с трафика на жени и деца, която беше договорена през 1921 г.